# Conill del Brasil
El conill del Brasil (Sylvilagus brasiliensis) és una espècie de conill de la família Leporidae que viu al Brasil.
Els conills del Brasil són un reservori natural dels virus Myxoma, que els produeix una malaltia lleu, però que produeix la mixomatosi al conill de bosc europeu amb efectes mortals.

## Subespècies
- S. b. apollinaris
- S. b. brasiliensis
- S. b. capsalis
- S. b. caracasensis
- S. b. chillae
- S. b. chotanus
- S. b. defilippi
- S. b. fulvescens
- S. b. gibsoni
- S. b. inca
- S. b. kelloggi
- S. b. meridensis
- S. b. minensis
- S. b. paraguensis
- S. b. peruanus
- S. b. surdaster